# Паланга
Пала́нга (лит. Palanga) — курортне місто заходу Литви на березі Балтійського моря.
Це найжвавіший літній курорт у Литві, що має піщані пляжі (18 км завдовжки та до 300 метрів завширшки) і піщані дюни. Офіційно Паланга має статус міського муніципалітету і включає Швянтої, Немірсету, Бутінге, міжнародний аеропорт Паланга та інші населені пункти, які вважаються частиною міста Паланга.

## Розміщення й загальна характеристика
Розташоване вздовж берега Балтійського моря й займає 25 км узбережжя (включаючи селище Швянтої, приєднане до Паланги в 1973 році). розташоване за 27 км північніше Клайпеди й 326 км на північний захід від Вільнюса, менш як за 20 км від кордону з Латвією.

## Назва
Назва (лит. Palanga, пол. Połąga, рос. Поланген) за народною етимологією походить із лит. po langą «до вікон». При цьому побутує заплутана розповідь про пісок, що засипав житло одного з перших мешканців Паланги геть по самі вікна. Насправді походить від балтського кореня, що означає низьку болотисту місцину.
Герб міста зображує корону над бурштиновим намистом на синьому щиті.

## Легенда
Згідно з легендою, біля підніжжя пагорба в Паланзі було язичницьке святилище, де прекрасна жриця на ім’я Бірута доглядала за обрядовими вогнями. Почувши про красу Бірути, Кейстут, великий князь Литовський, прийшов, щоб зробити її своєю дружиною. У литовській Хроніці Биховця написано, що Бірута «не погодилася і відповіла, що пообіцяла богам залишатися незайманою, доки буде жива».
Тоді Кейстут вдався до того, щоб забрати її силою і викрав її до своєї столиці Тракай, де запросив своїх родичів і відсвяткував пишне весілля...". Пізніше Кейстута було вбито, а Бірута повернулася до Паланги і відновила служіння в святині до самої смерті. Легенда стверджувала, що вона була похована на пагорбі, який тепер названий на її честь.

## Історія

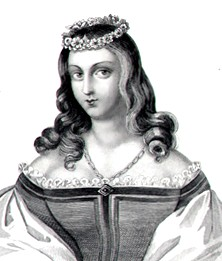
Бірута

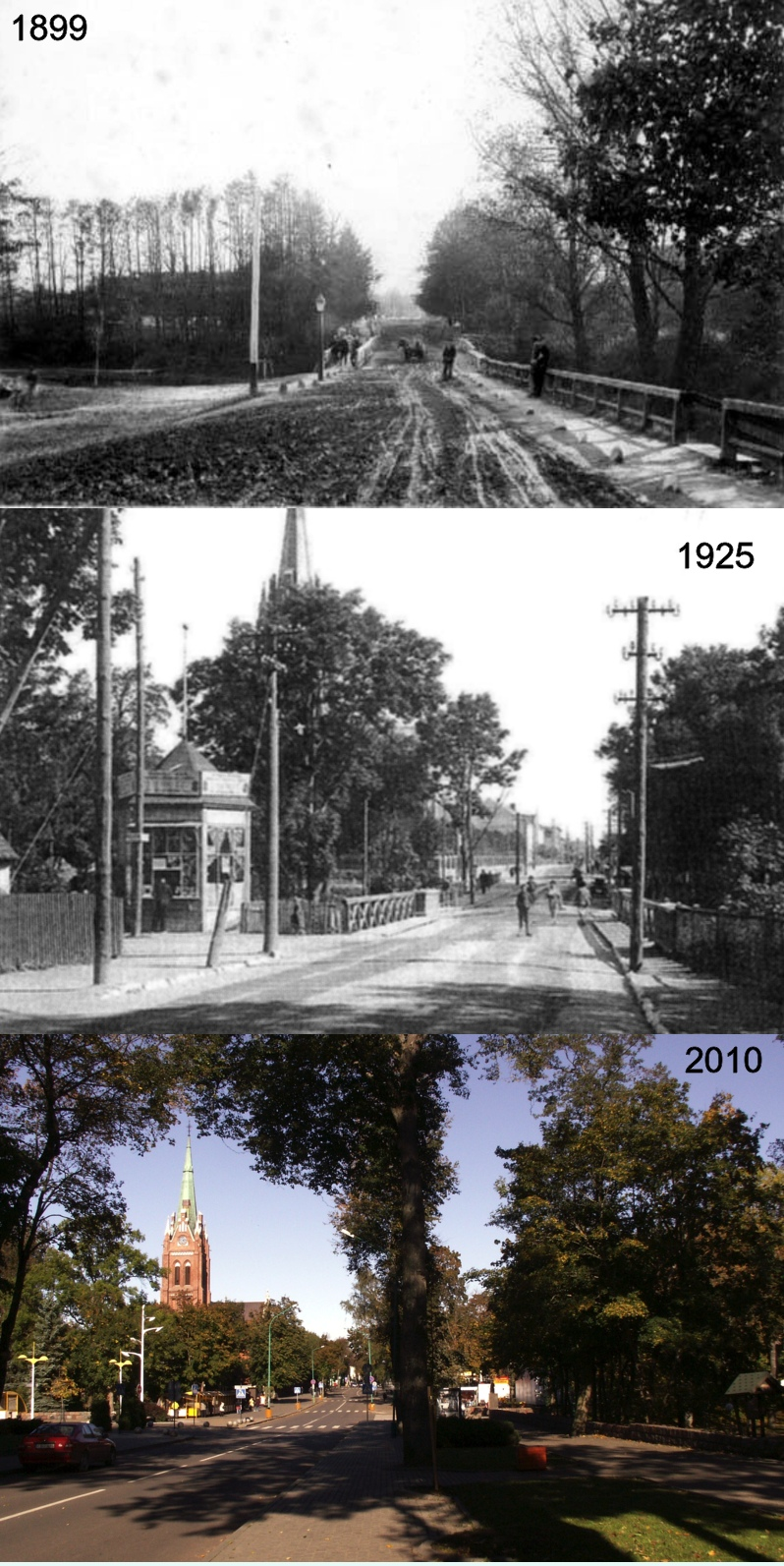
Вулиці Liepojos-Vytauto (1899–1925–2010 рр.)

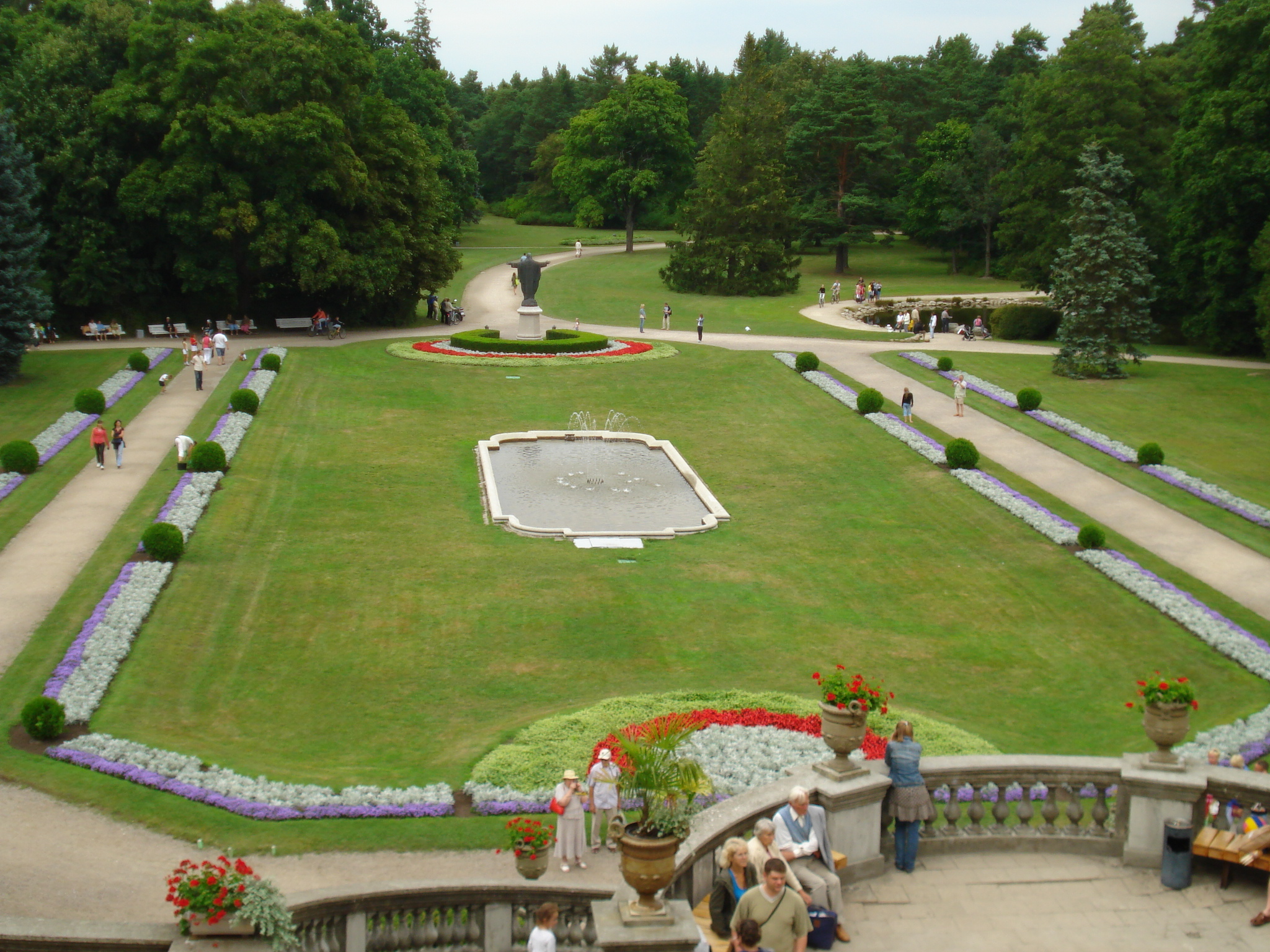
Палац Тишкевичів у Паланзі

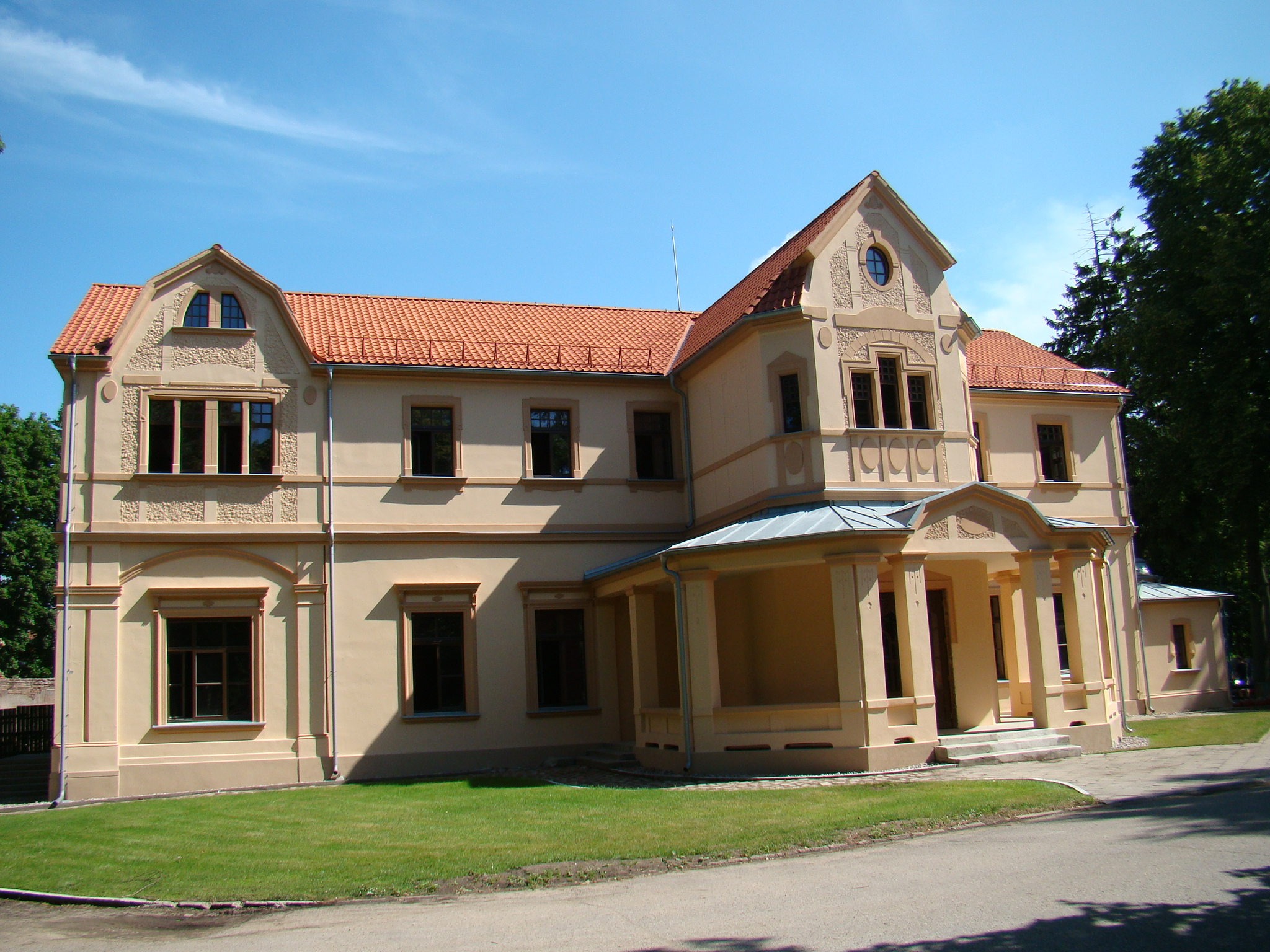
Kurhauzas (німецькою: курортний будинок)

Недалеко від Швянтої археологи виявили городище, яке свідчить про те, що ця територія була заселена приблизно 5000 років тому. Між 10-м і 13-м століттями Паланга була одним з головних поселень Мегува, населеного куршами. Розташована на місці проходження стародавнього Бурштинового шляху, Паланга стала центром торгівлі та ремесел.
Уперше згадується в писемних пам'ятках 1161 р., коли король Вальдемар I Данський висадився тут зі своїм військом і захопив замок куршів. Датою заснування міста вважають згадку в хроніках німецького ордену 1253 р.
За переказом, у Паланзі жила Бірута (лит. Birutė) — вайделотка, що її взяв за дружину Кейстут, син Гедиміна, яка стала матір'ю Вітовта Великого.
Між 13-м і 15-м століттями жителям Паланги довелося протистояти тевтонським лицарям на півдні та Лівонському ордену на півночі. Їх супротивники не змогли досягти своєї мети захопити литовське узбережжя від Клайпеди до Швянтої. У 1422 р. за Мельнською угодою Паланга відійшла до Великого князівства Литовського. Гавань Швянтої поступово перетворилася на центр торгівлі. Британські купці заснували підприємства в Швянтої у 1685 р. Під час Великої Північної війни шведська армія, спустошила Палангу, знищила гавань у Швянтої та завалила вхід скелями в 1701 р.
Після Третього поділу Польщі в 1795 р. Литва увійшла до складу Російської імперії. У 1819 р. Паланга увійшла з Віленської губернії до Гробинського повіту Курляндської губернії.
У 1824 р. маєток Паланга придбав граф Міхал Тишкевич (1761–1839). Його онук Юзеф Тишкевич побудував пристань і залучив кораблі для транспортування пасажирів і цегли до сусідньої Лієпаї. Паланга почала розвиватися як курорт на початку 19 століття. Пірс є улюбленим місцем для прогулянок та іншого відпочинку з 1892 р. Син Юзефа Тишкевича, Фелікс Тишкевич, замовив будівництво неоренесансного Палацу Тишкевичів, збудованого відомим німецьким архітектором Францом Швехтеном у 1897 р. Французький ландшафтний архітектор Едуар Андре спроєктував великий парк навколо палацу між 1897 і 1907 рр. Палац став улюбленим місцем збору для концертних виступів. Серед хороших друзів і однодумців Фелікса Тишкевича був нотаріус Йонас Кентра.
За тодішнім адміністративним поділом вона вважалася містечком Гробинського повіту Курляндської губернії.
Після заборони публікації книжок литовською мовою у Російській Імперії (1864 рік) Паланга стає важливим пунктом контрабанди литовських книжок зі Східної Прусії. Преподобний Марціонас Юргайтіс, лікар Людас Вайнейкіс і нотаріус Йонас Кентра відіграли значну роль у цій діяльності. Після того, як Кентра отримав офіційний дозвіл, публічна вистава з комедією «Америка в лазні» («Amerika pirtyje») відбулася литовською мовою. Раніше це було заборонено. Однак згодом царська влада депортувала Вайнейкіса та ще двадцять п’ять осіб до Сибіру в 1901 р..
Під час Першої світової війни Палангу окупують німці. У 1919–1921 роках Паланга входить до складу незалежної Латвійської Республіки. Але більшість населення становлять литовці. Рішенням міжнародного арбітражу від 30 березня 1921 року Палангу передано Литві, згідно з литовсько-латвійським договором, що дало Литві доступ до моря..
У 1932 році Паланга отримала права міста другого класу, а в 1933 році - права міста і курорту. 
31 січня 1935 року Паланга стала власністю всієї Литви. Паланзький пляж, який раніше належав графу Ф. Тішкевічусу, став власністю всієї Литви. 10 травня 1938 року місто було спустошене великою пожежею, в результаті якої близько 1 500 жителів залишилися без даху над головою, а євангелічно-лютеранська церква Паланги згоріла дотла. Майже половина міста була зруйнована під час Другої світової війни. 27 червня нацисти вбили близько 105 євреїв і 6 литовців у місті. Ще близько 200-300 євреїв, жінок і дітей, переважно з Паланги, були розстріляні в лісі біля сучасного Паланзького кар'єру. 
Наприкінці січня 1945 року Червона армія окупувала Палангу, і радянська влада націоналізувала багато вілл і будинків.
3 серпня 1946 року Паланга стала повітовим містом, а 3 липня 1951 року - містом району. У липні 1951 року Паланга стала підпорядкованим містом Клайпедського краю, а в 1953 році - містом республіканського підпорядкування. У 1952 році місто отримало статус курорту - курорт працював цілий рік, до нього були приєднані села Ужканаве, Ванагупе, Кунігішкес, Вірбалішке. Паланга розвивалася за генеральними планами 1954 р. (архітектор Б. Ревзінас та ін.), 1959 р. (архітектори П. Януліс, В. Стаускас та ін.), 1972 р. (архітектори Ю. Вашкявічюс, Н. Урмоніене та ін.), 1986-1991 рр. (архітектори Ю. Вашкявічюс, С. Мотіека та ін.). 17-18 жовтня 1967 року сильний ураган спустошив приморське узбережжя Паланги, зруйнувавши Паланзький міст. Згідно з проектом розширення Паланги 1973-1975 років, до міста було приєднано 5 населених пунктів (Ванагупе, Кунігішкяй, Мончішке, Немірсета, Швентой).
У 1991 році більшість санаторіїв і будинків відпочинку були приватизовані. У 1996 році був прийнятий герб Паланги.

У 2013 році Паланга була обрана культурною столицею Литви.

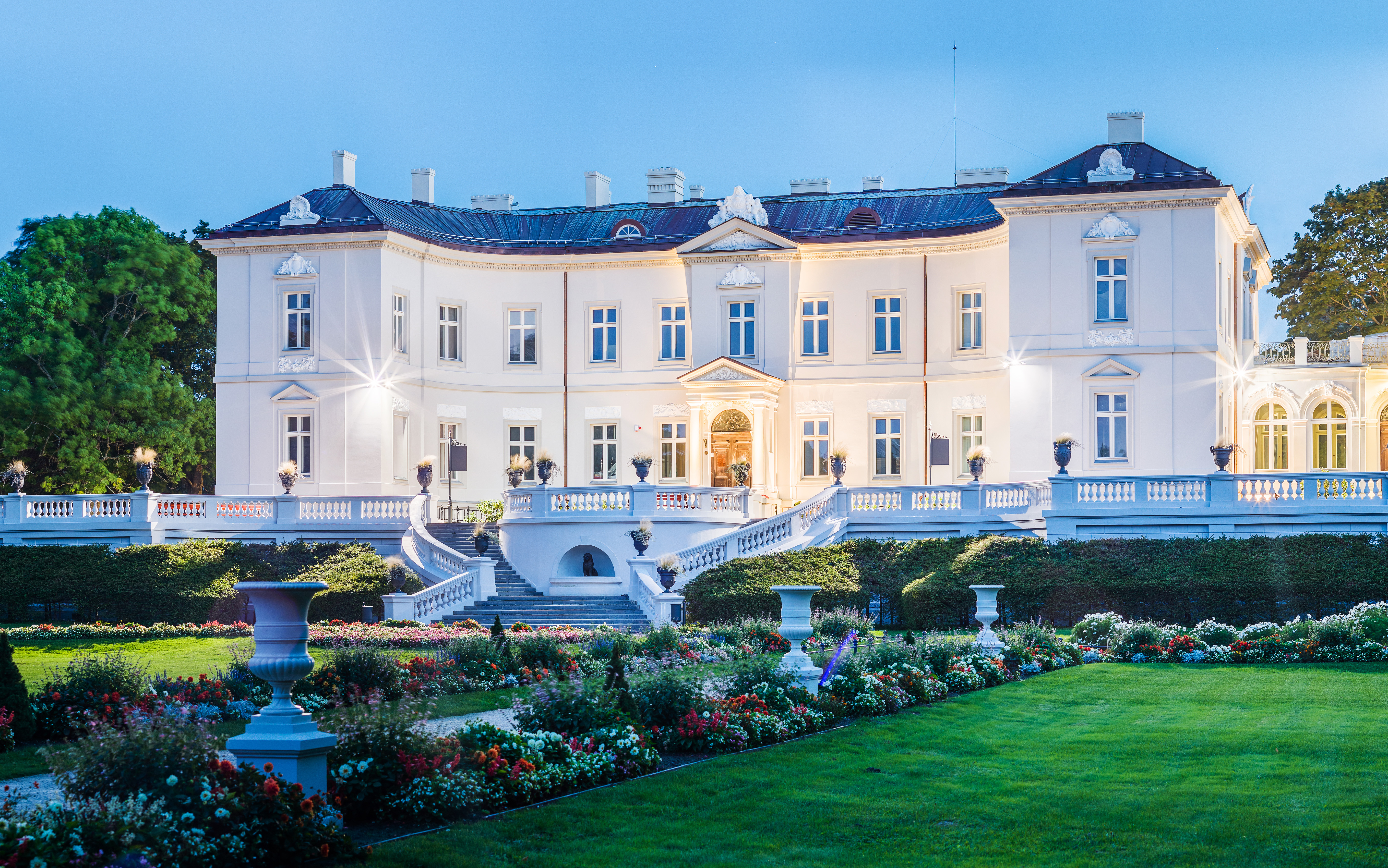
Музей бурштину

Палац Тишкевичів був перетворений на ботанічний сад у 1960 р. Сьогодні він містить двісті різних видів дерев і кущів, у тому числі дуб, посаджений президентом Антанасом Сметоною. У палаці нині розташовується Музей бурштину Паланги, є велика колекція бурштинових прикрас та інших артефактів. Влітку тут відбуваються симфонічні концерти, а також інші музичні фестивалі та заходи, зазвичай у вечірній час.

## Розташування
Паланга — курортне місто, через яке річки Швянтої та Раже (жмудською мовою: «Ронже») впадають у Балтійське море. Rązė раніше була відома як Аланга, тому Паланга отримала таку назву:[джерело?]. «Паланга» буквально означає «на річці Аланга». Муніципалітет Паланга простягається на 24 кілометри від Немірсети на півдні до кордону з Латвією на півночі. Паланга поділяється на Немірсета, Ванагупе, Кунігішкі, Манцішкяй та Швянтої – п’ять сусідніх рибальських сіл, які були об’єднані в одне місто після адміністративних змін на території. У той час, коли Клайпедська область була частиною Німеччини, Неміршета була найпівнічнішим селом Східної Пруссії; навпаки, Паланга була прикордонним пунктом пропуску між російською Литвою та Німеччиною.

## Транспорт

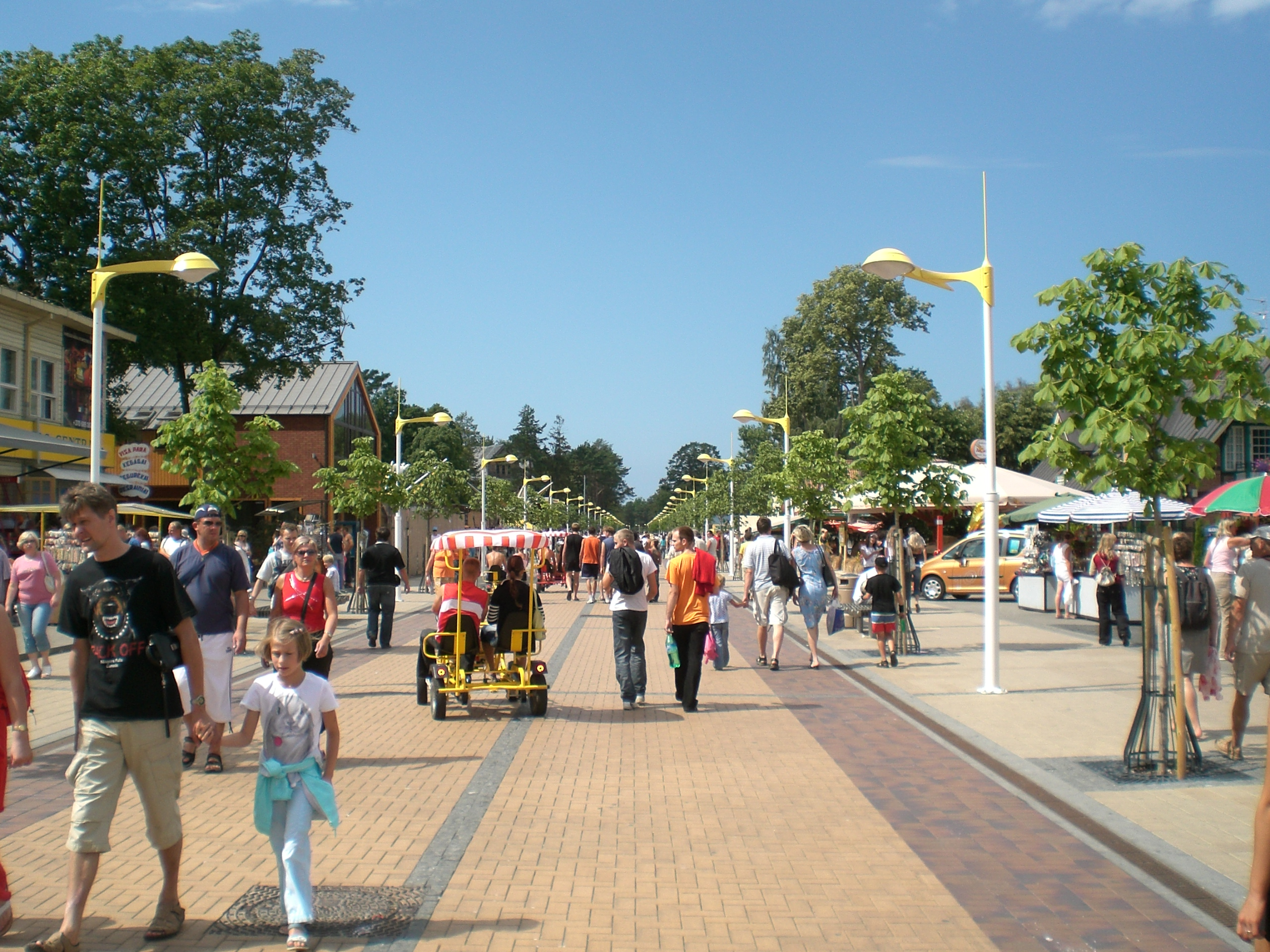
Вулиця Йонаса Басанавічюса

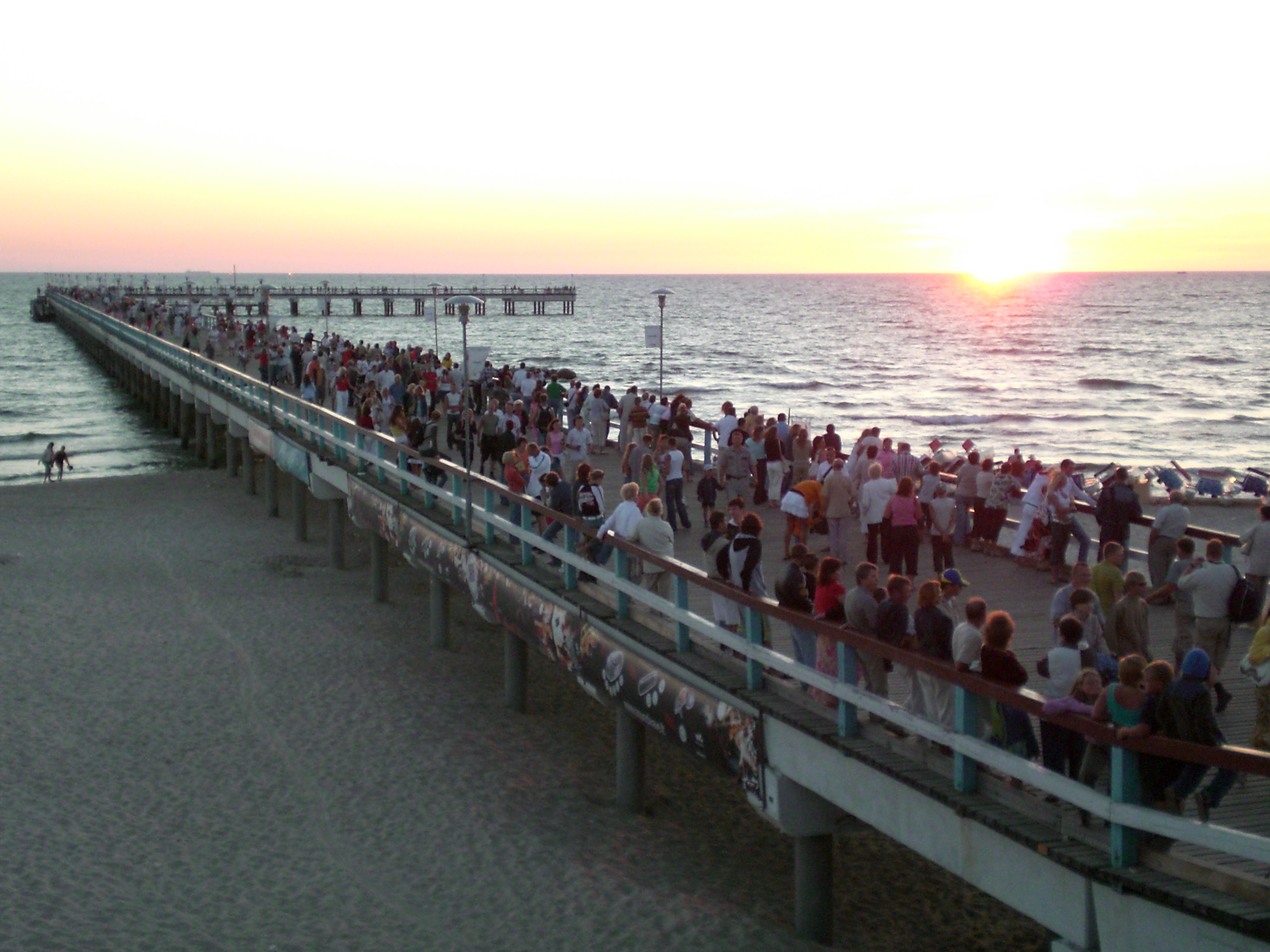
Сутінки біля пірсу Паланги

До муніципалітету можна дістатися дорогами з Клайпеди та Шяуляя. У муніципалітеті немає залізниць (найближче залізничне сполучення знаходиться в Кретинзі, столиці муніципалітету Кретинга. Міжнародний аеропорт Паланги — третій за величиною в Литві, пропонує рейси до Скандинавії, Німеччини, Великої Британії, Польщі та до найбільшого міста Балтії - Риги, Латвія. Аеропорт розташований між Палангою та Швянтої. Він приймає більше рейсів влітку через курортний характер муніципалітету.

## Визначні місця

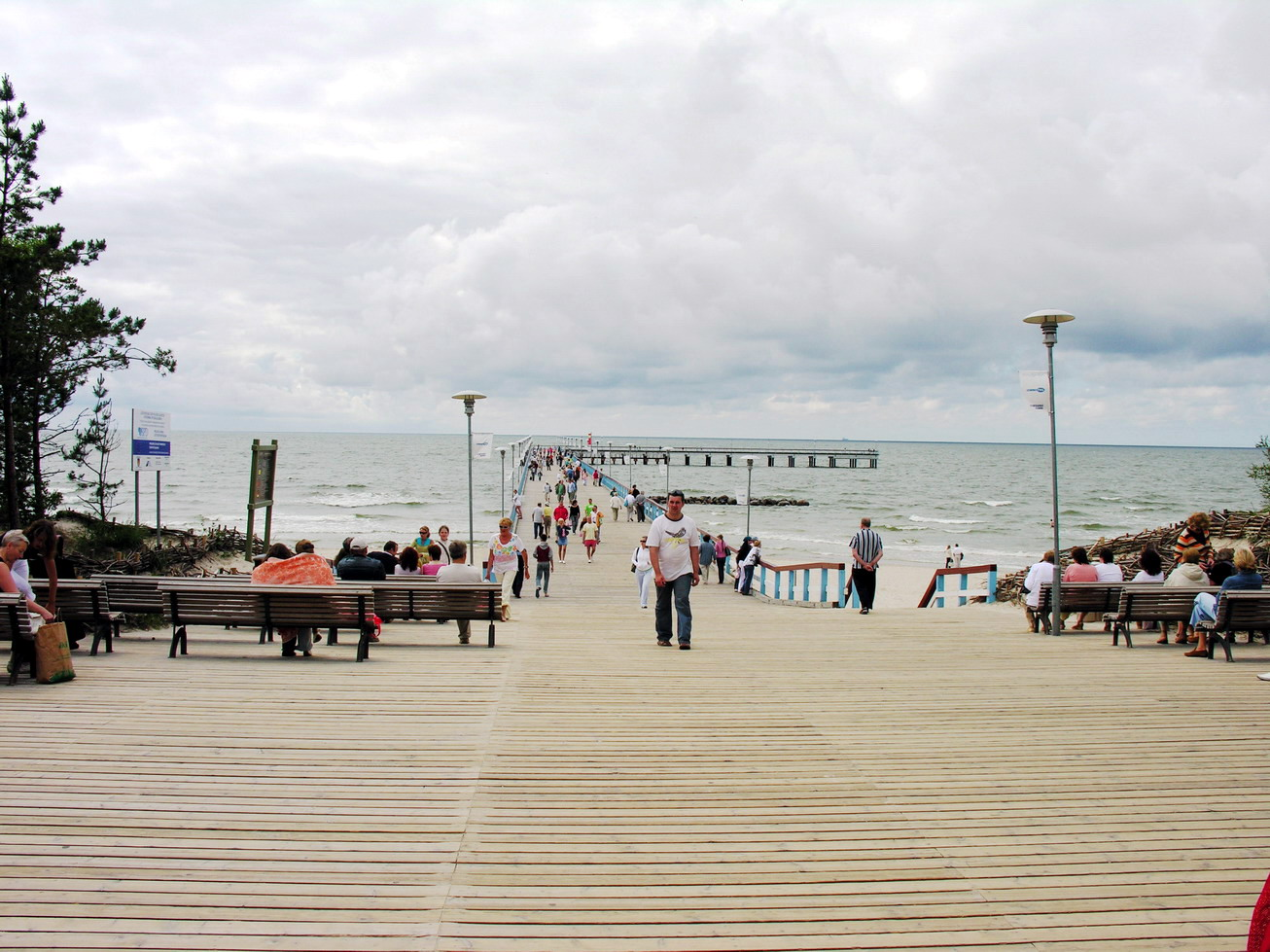
Пірс у Паланзі

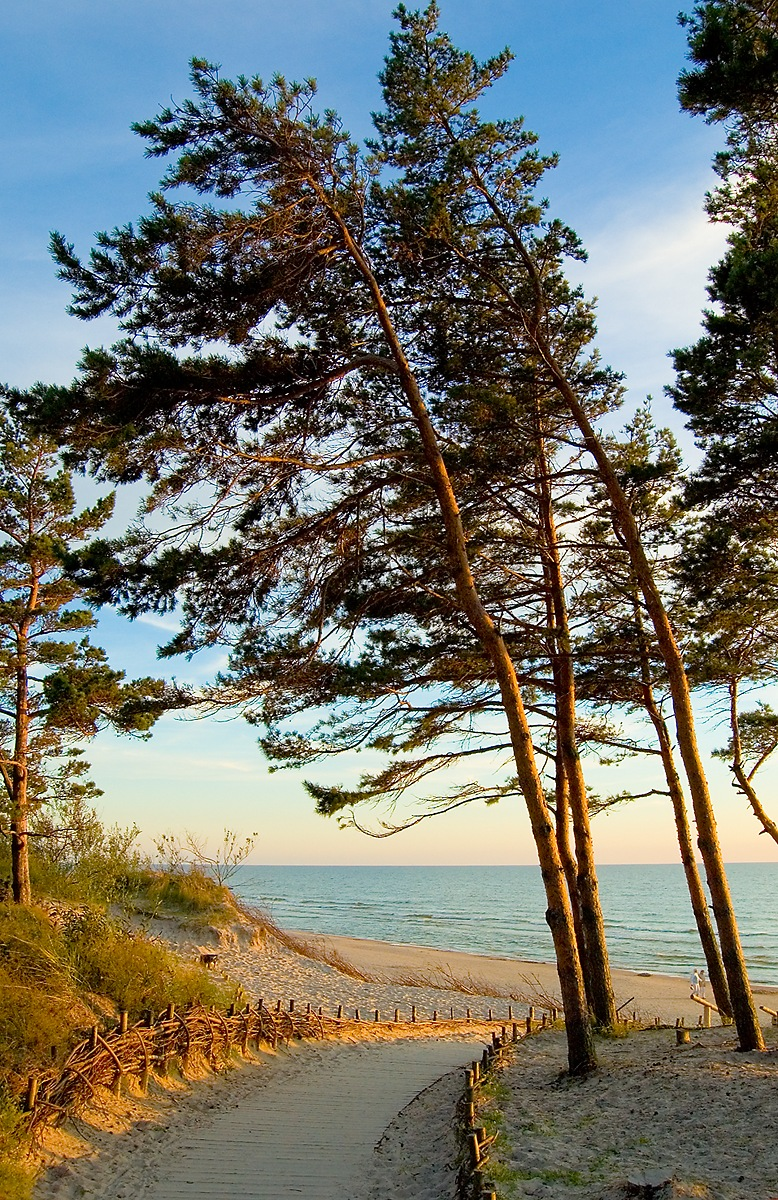
Шлях до пляжу

Влітку багато туристів зупиняються в Паланзі як заради пляжів, так і для того, щоб насолодитися морською атмосферою. Карнавал проходить на вулиці Йонаса Басанавічюса, яка у курортний сезон є лише пішохідною. В місті є десятки ресторанів, барів, атракціонів та інших видів розваг.
Вищезгаданий Паланзький музей бурштину відкритий для відвідування, як і великі ботанічні сади музею. Етнографічне кладовище Анайчяй зберігає колекцію могил 19-го та початку 20-го століть. У Саду скульптур можна знайти 28 статуй сучасного мистецтва художників з Вірменії, Естонії, Латвії, Литви та України.
Також у Паланзі знаходиться одна з найстаріших діючих аптек у Литві. Вона була заснована в середині 19 століття.
У місті також працює регіональна радіостанція FM Palanga.

## Пам'ятки
- Псевдоготичний костел (1907).

## Музеї

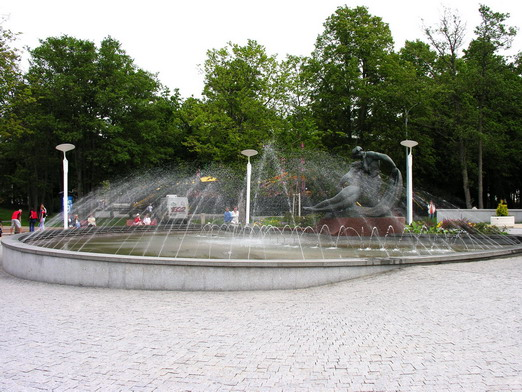
Паланга. Фонтан зі скульптурною групою Нієле Гайгалайте «Юрате і Каститіс» (1961)

- Музей бурштину в колишньому палаці Тишкевичів,
- Меморіальний дім-музей Йонаса Шлюпаса (1861–1944),
- Дім-музей скульптора Антанаса Мончиса (1921–1993).

## Парки
- Паланзький ботанічний парк

## Туризм
Є кемпінги, готелі, будинки відпочинку.

## Транспорт
- Автобусний вокзал. До Паланги можна дістатися автобусом з Клайпеди і Шяуляй.
- Аеропорт (Міжнародний Аеропорт Паланга). Знаходиться між Палангою та Шьвєнтої. Третій по величині після Вільнюського та Каунаського повітряних портів. Забезпечує регулярні рейси до Скандинавських країн, Німеччини та до найбільшого міста країн Балтії — Риги (столиця Латвії). З огляду на зростання потреб у пасажирських перевезеннях протягом курортного сезону кількість авіарейсів Аеропорту Паланга у цей час збільшується.
- Залізничного сполучення з Палангою немає (найближча станція — у місті Кретинга).

З України до Паланги найпростіше дістатися літаком з пересадкою у Ризі (Латвія) або прямим рейсом із Києва.

## Відомі люди

### Уродженці
- Рамуте Скучайте (* 1931) — литовська поетеса, драматург, прозаїк, авторка творів для дітей.

### Перебували
- Антонів Олена Тимофіївна — діячка Української Гельсінської Групи
- Красівський Зеновій Михайлович — чоловік Олени Антонів, обидвоє як подружжя у 1979 році.[10]

## Галерея

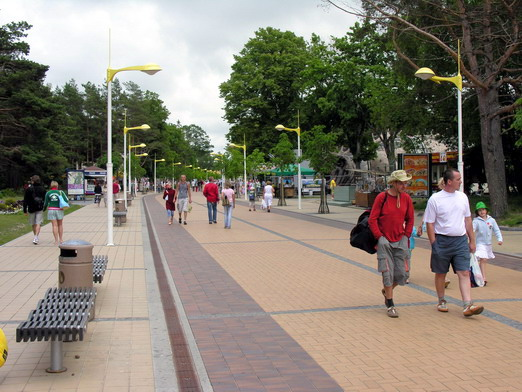
Вулиця Й. Басанавічюса
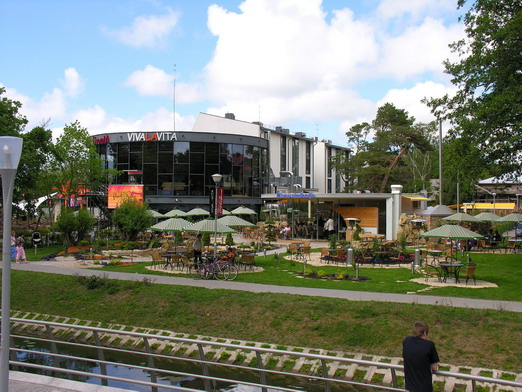
Ресторан Vivalavita
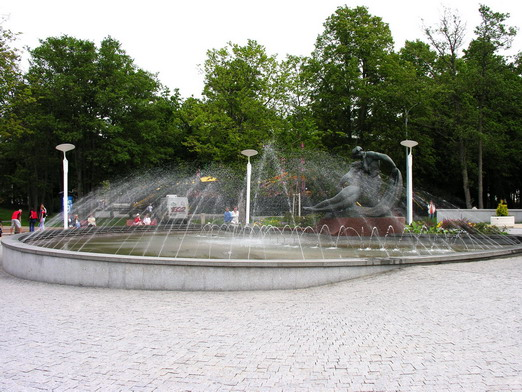
Фонтан Юрате і Каститіс
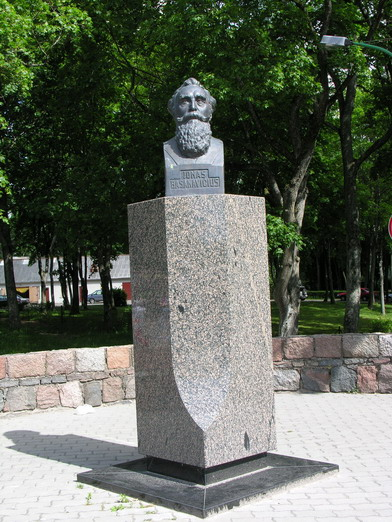
Бюст Й. Басанавічюса
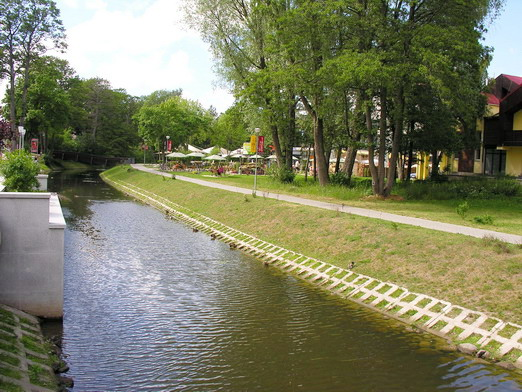
Річка Ражес, що протікає через Палангу
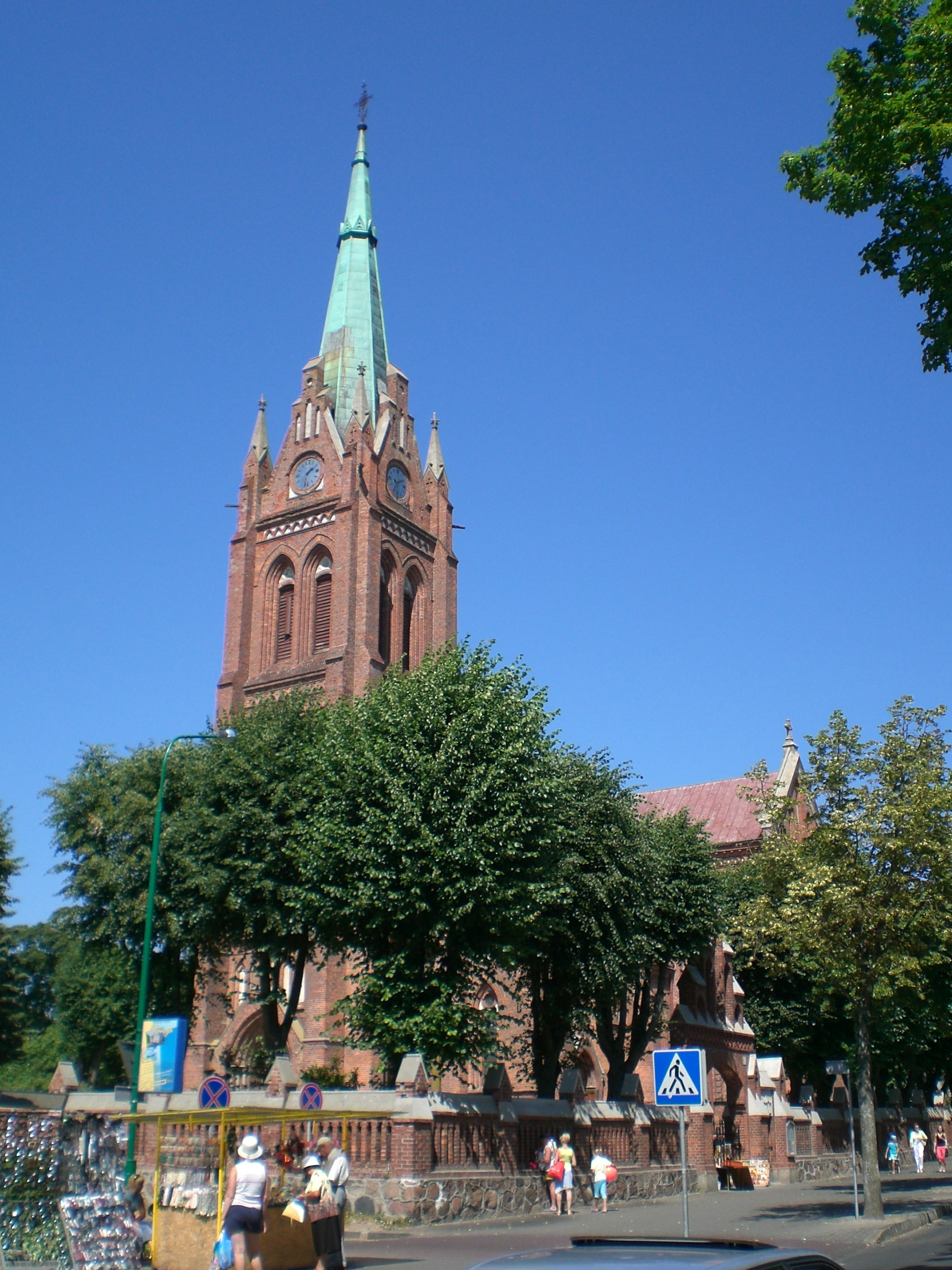
Католицька церква
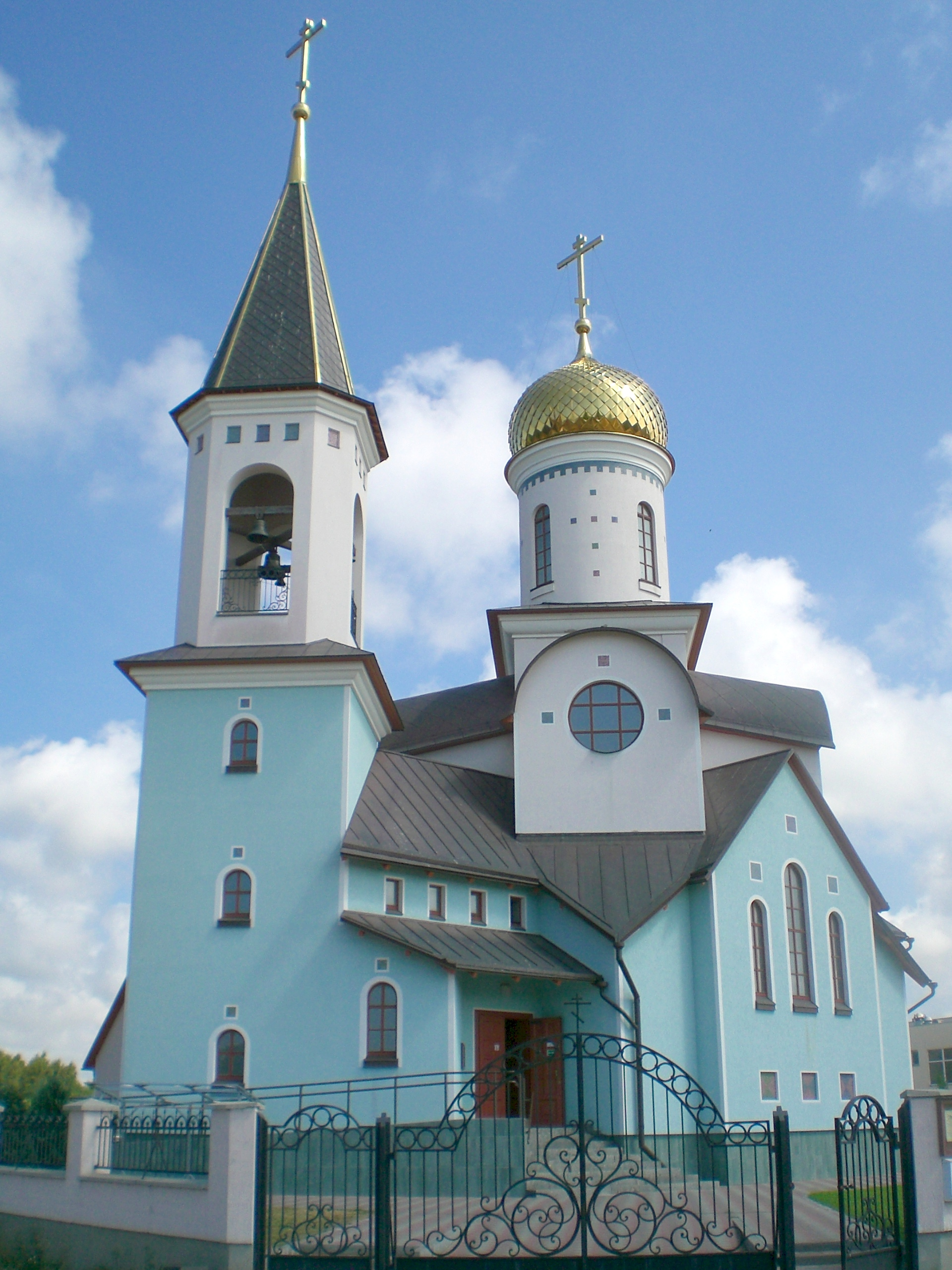
Православна каплиця
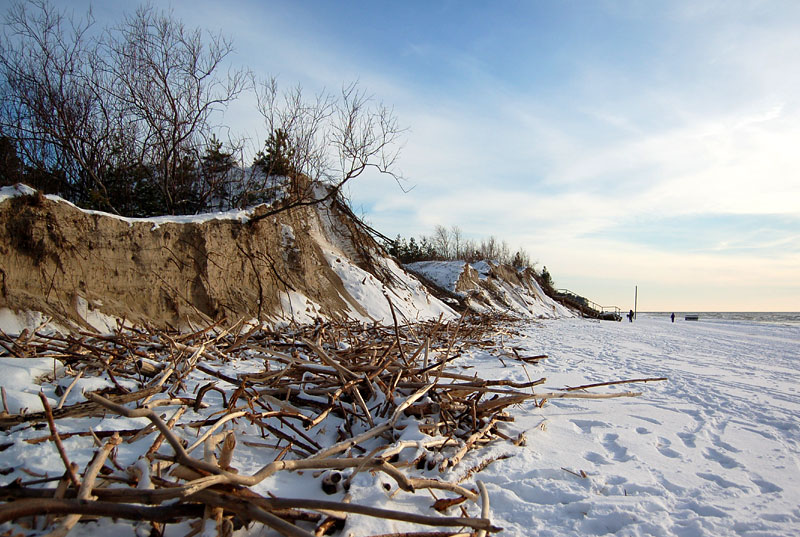
Дюни, зруйновані штормом у 2007 році.
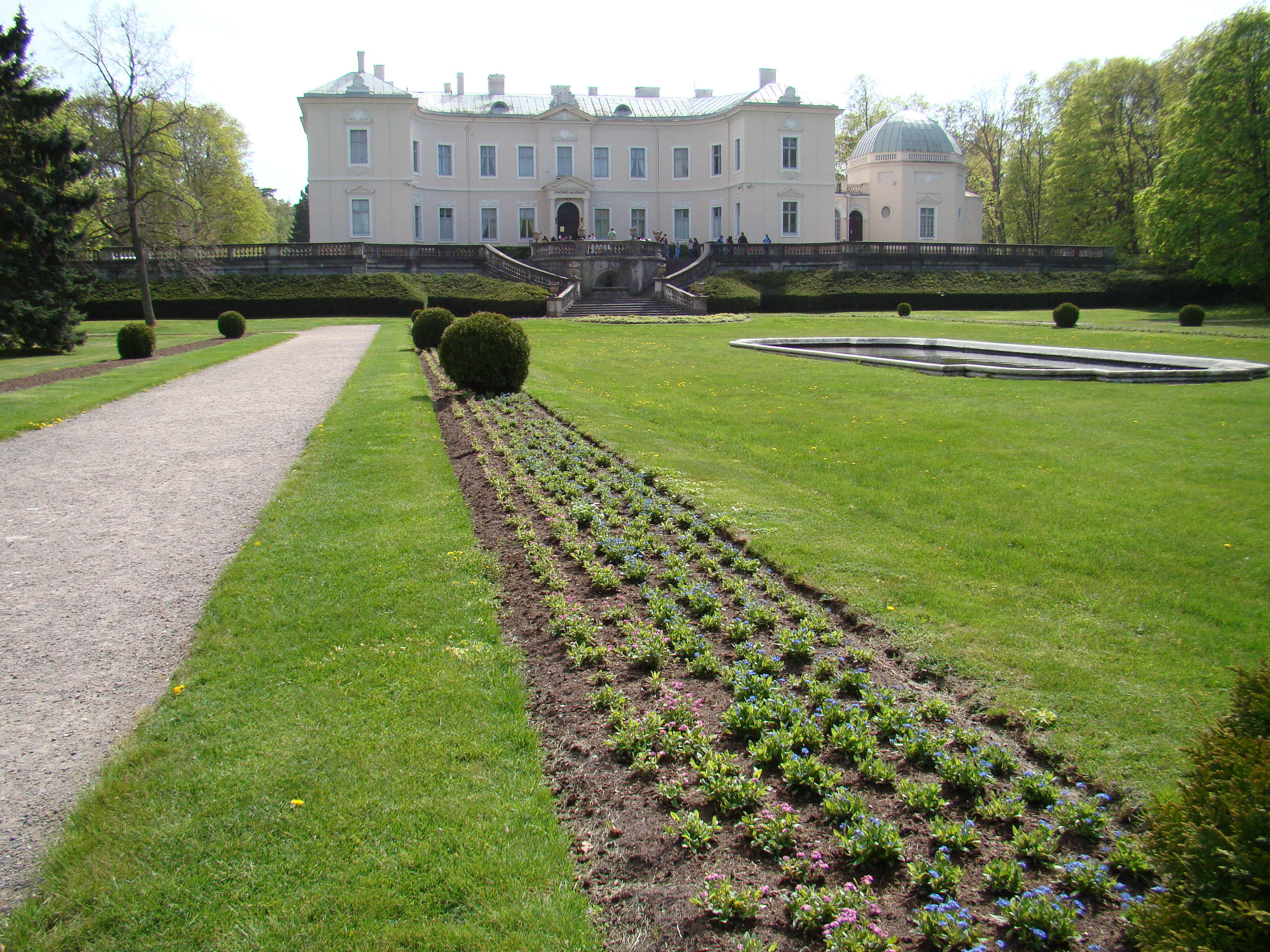
Палац Тишкевичів
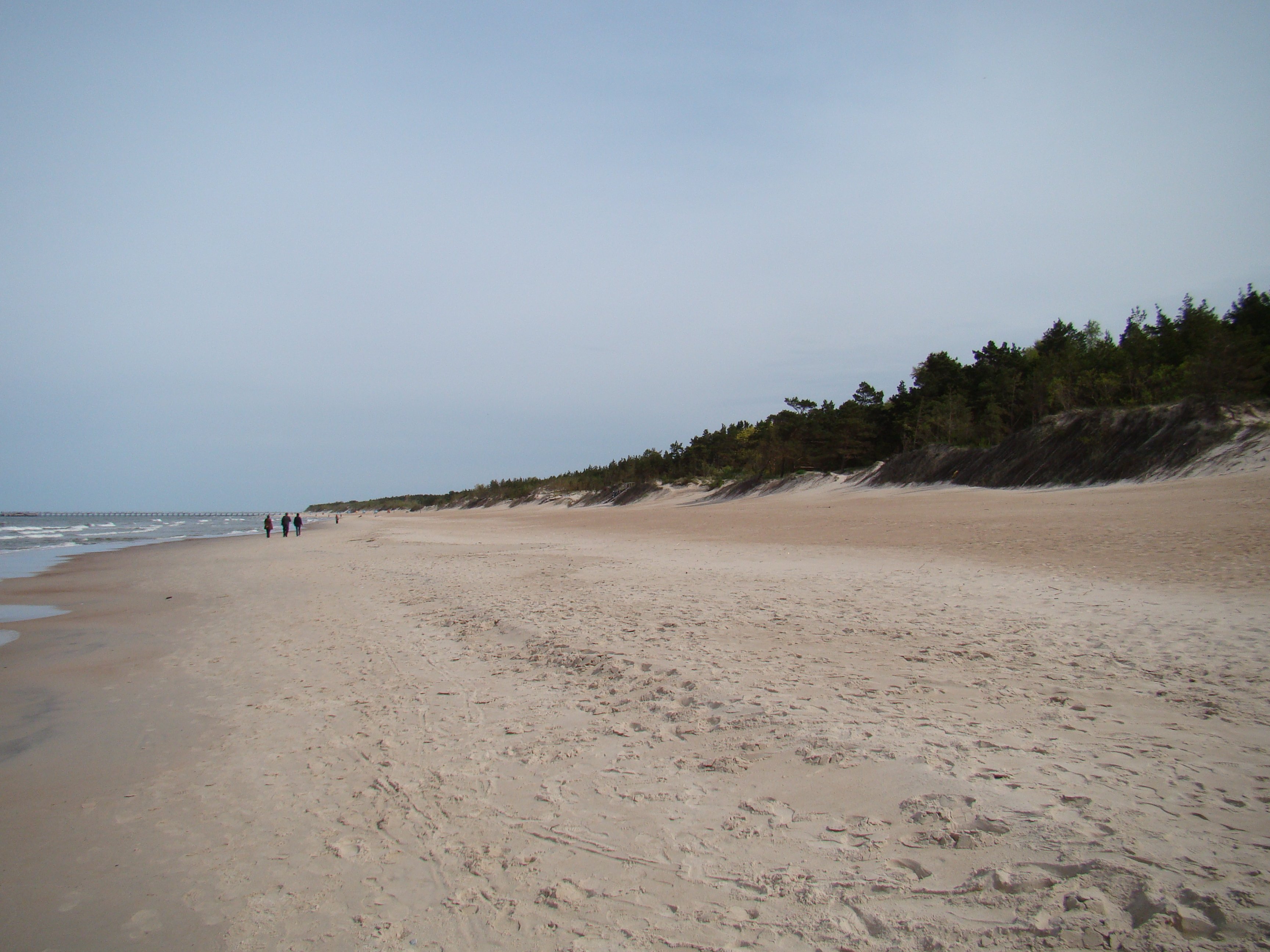
Пляж
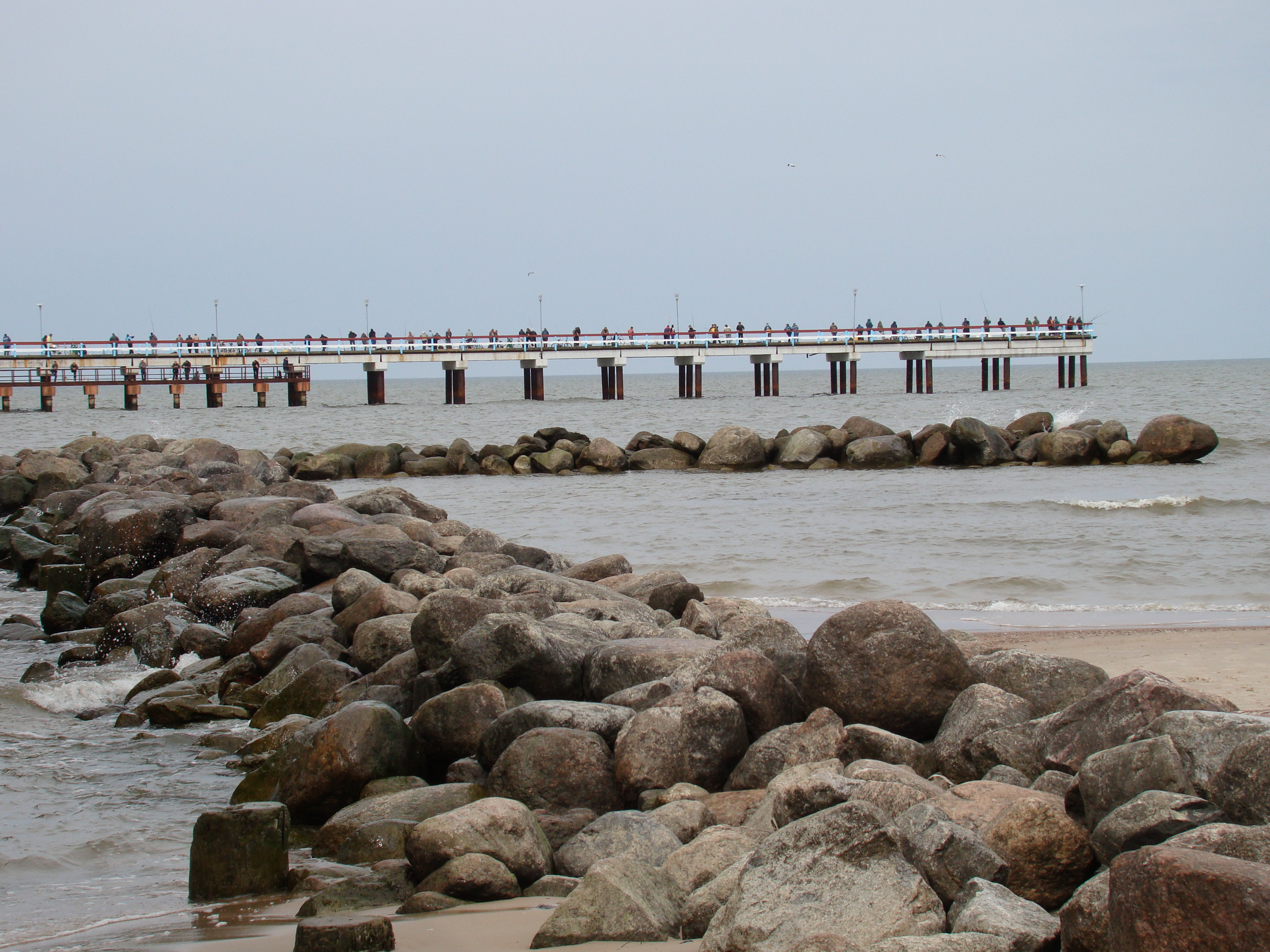
Паланзький міст
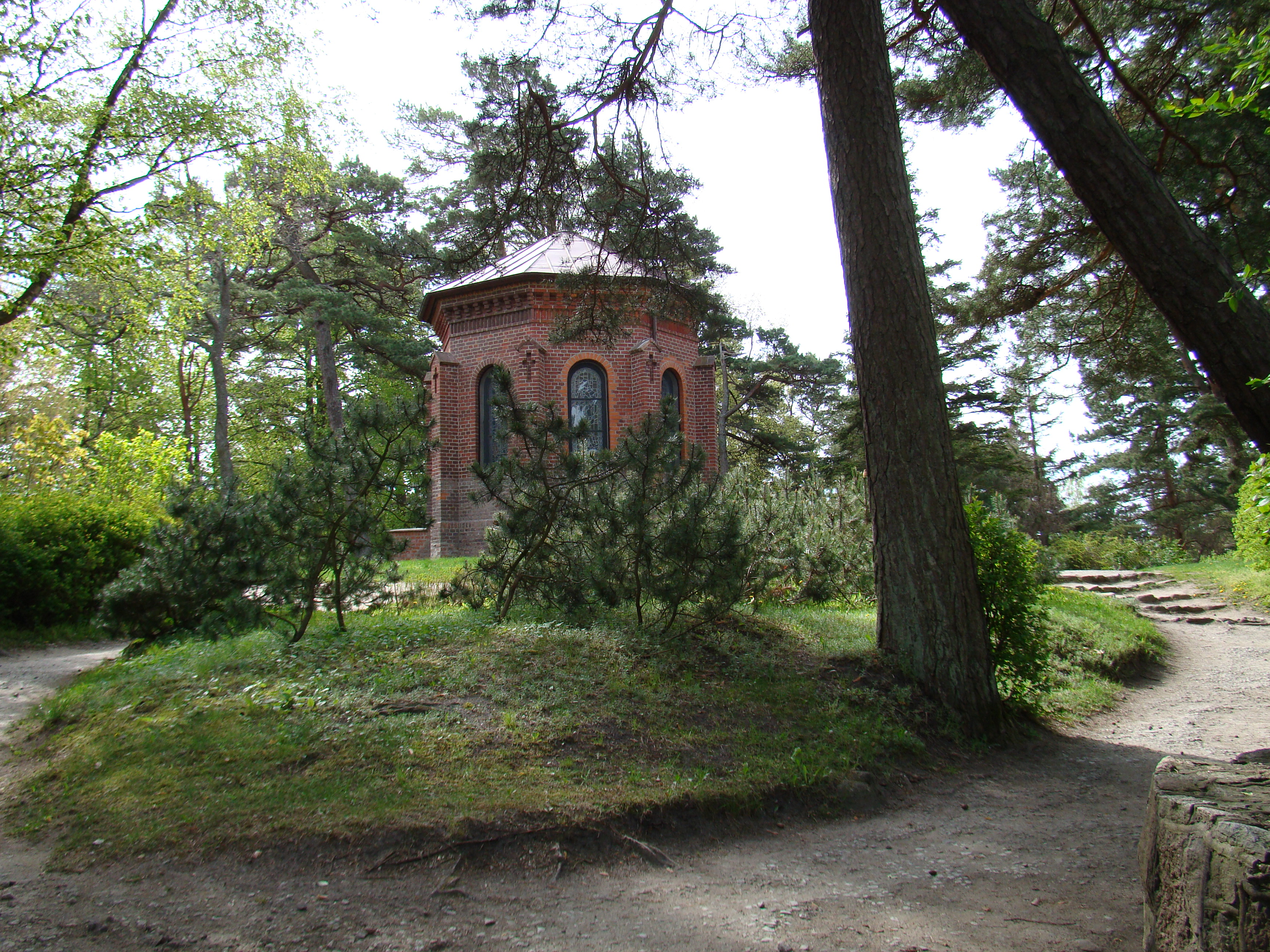
Гірська каплиця Біруте
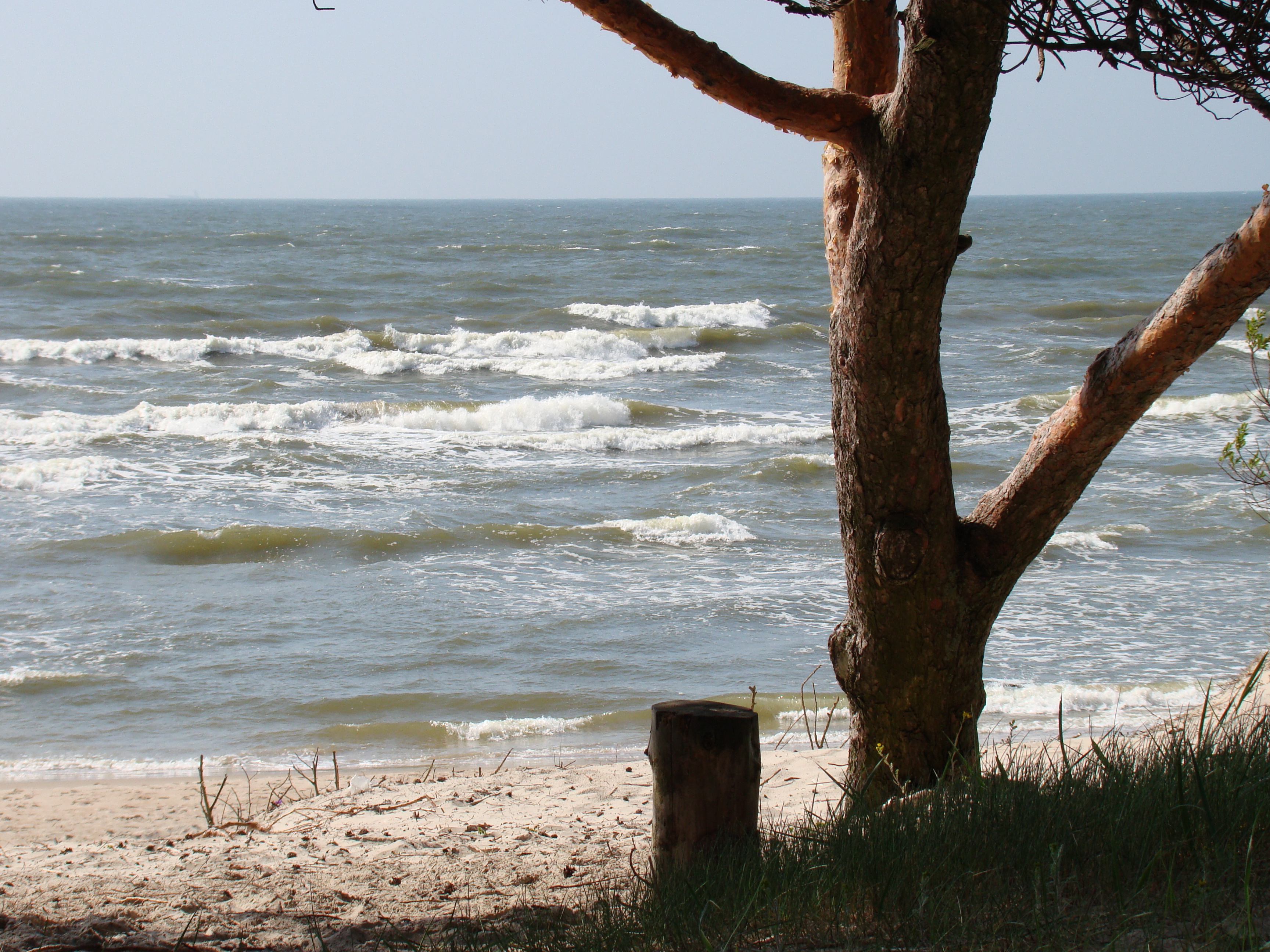
Берег Балтійського моря
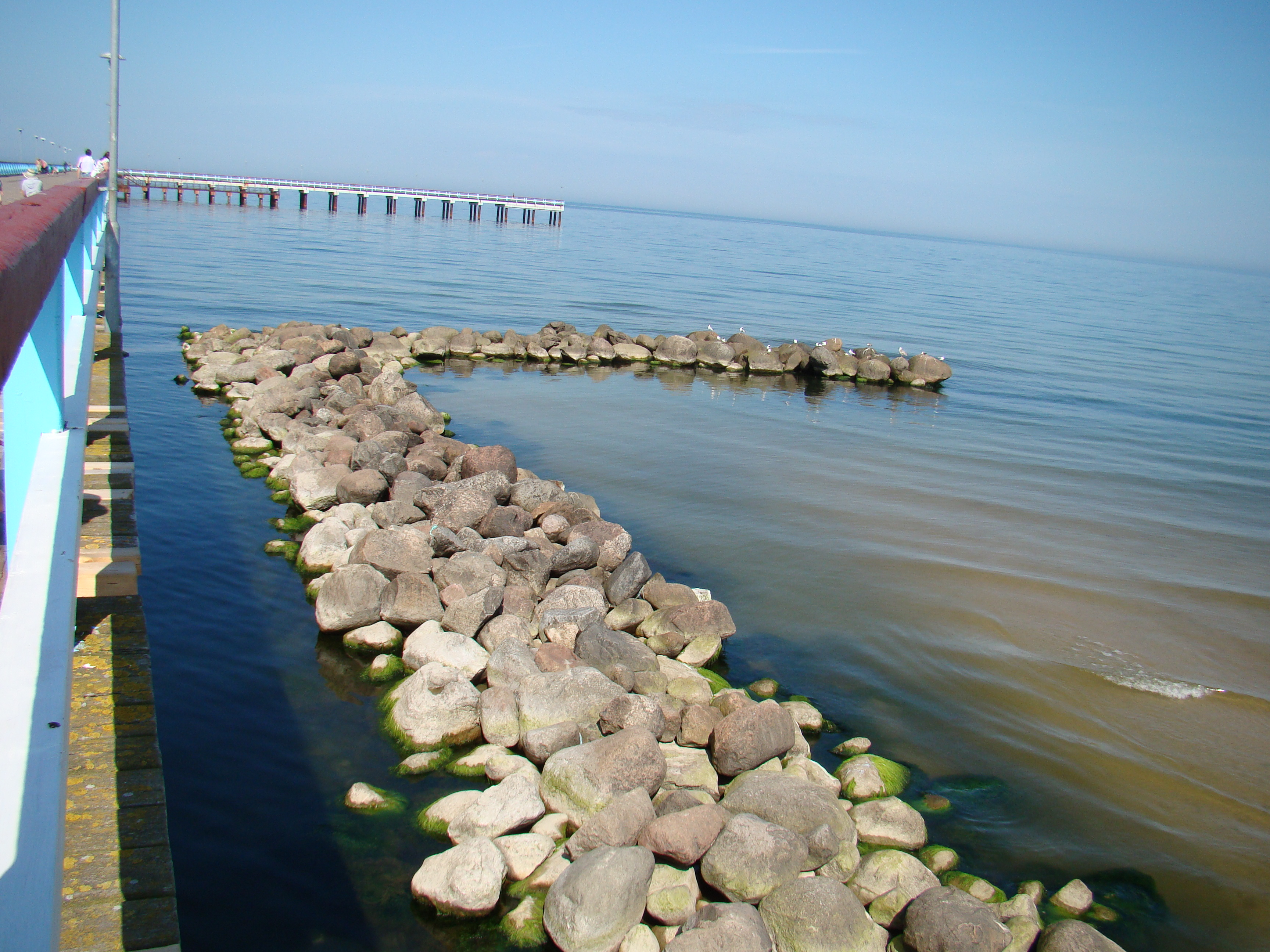
Паланзький міст у липні 2009 року
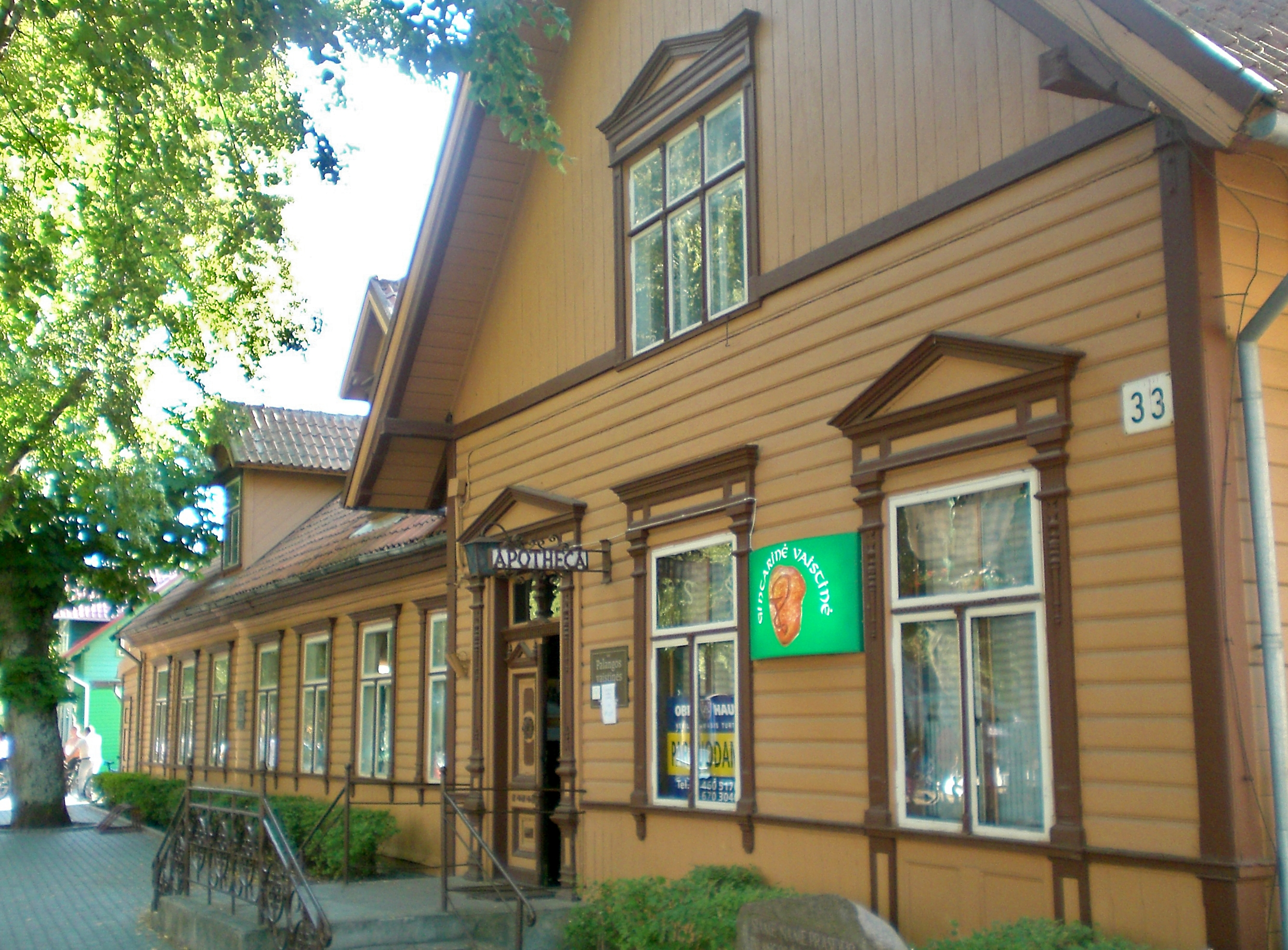
Стара аптека
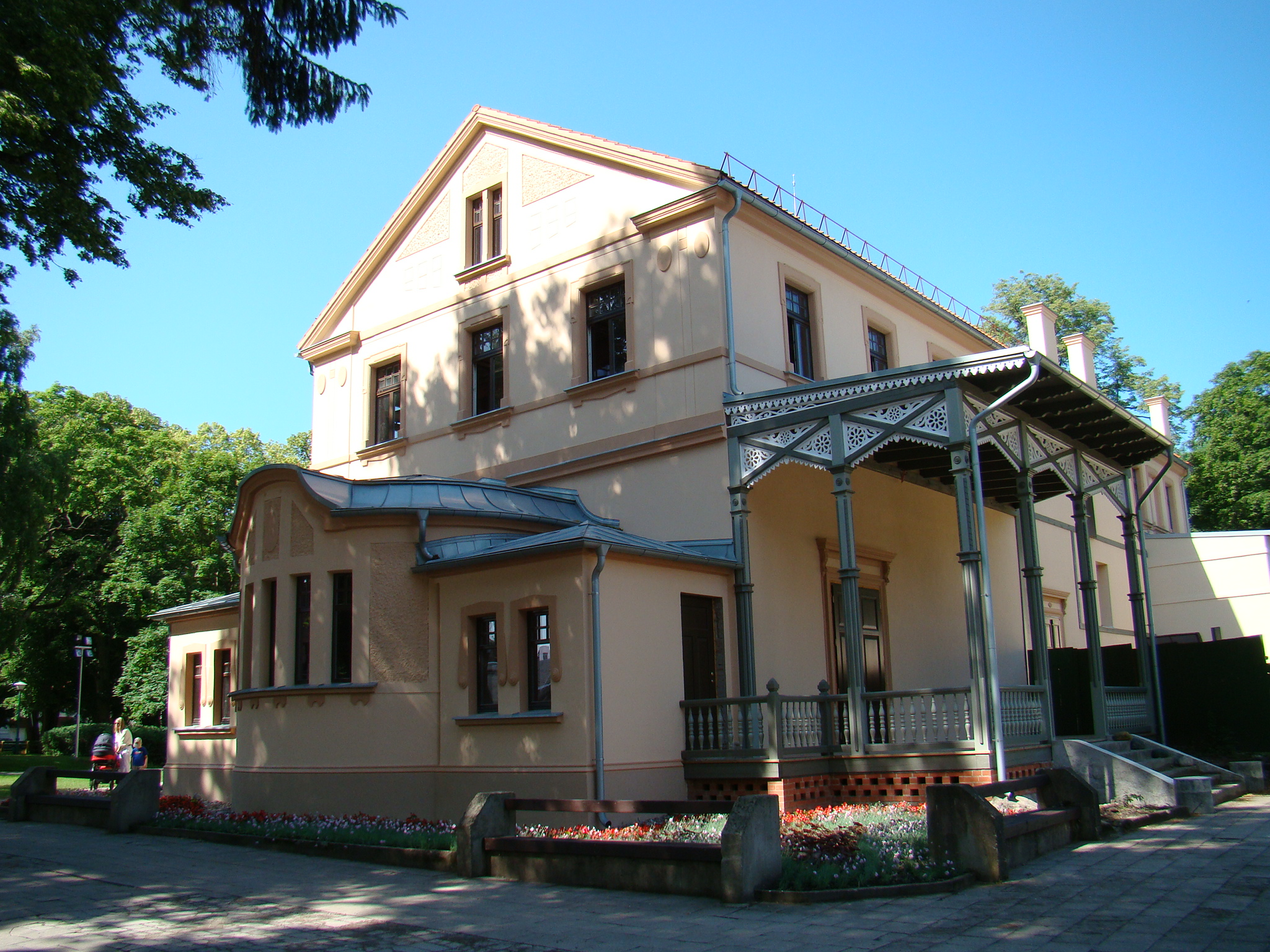
Цегляна частина Кургаузу, 2013 р.